# Peritia
Peritia (gr. Περίθεια, Perítheia) – wieś w Grecji, w północno-wschodniej części wyspy Korfu, w administracji zdecentralizowanej Peloponez, Grecja Zachodnia i Wyspy Jońskie, w regionie Wyspy Jońskie, w jednostce regionalnej Korfu, w gminie Korfu, na zboczach góry Pantokrator. W 2011 roku liczyła 3 mieszkańców.
Wieś prawdopodobnie założono w XIV wieku, w czasach Bizancjum, w odpowiedzi na potrzeby ludności z wybrzeża, szukającej schronienia przed piratami i atakami wrogów. Również liczne choroby roznoszone przez komary, zmuszały mieszkańców nadmorskich rejonów do migracji w góry. W czasach swojej świetności w XVII wieku wieś w 130 domach w stylu weneckim zamieszkiwało do 1200 mieszkańców, a w miejscowości było osiem kościołów. Powrót części mieszkańców na wybrzeże nastąpił pod koniec XIX wieku, gdy problem piractwa został częściowo opanowany, a jednocześnie na Korfu zaczęli pojawiać się pierwsi turyści.
Współcześnie wieś jest w dużej mierze wyludniona i stanowi cel wycieczek turystycznych.

## Galeria

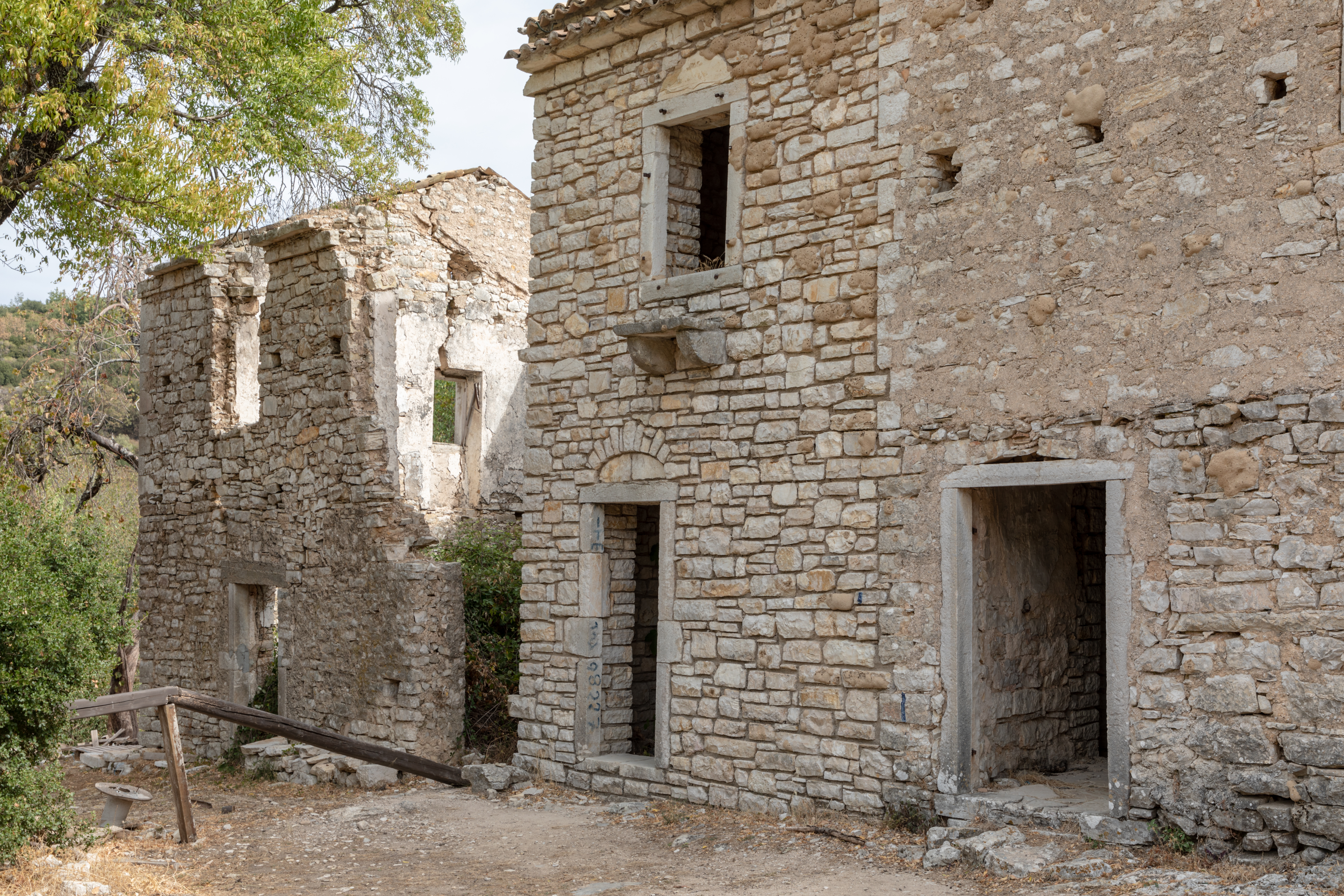
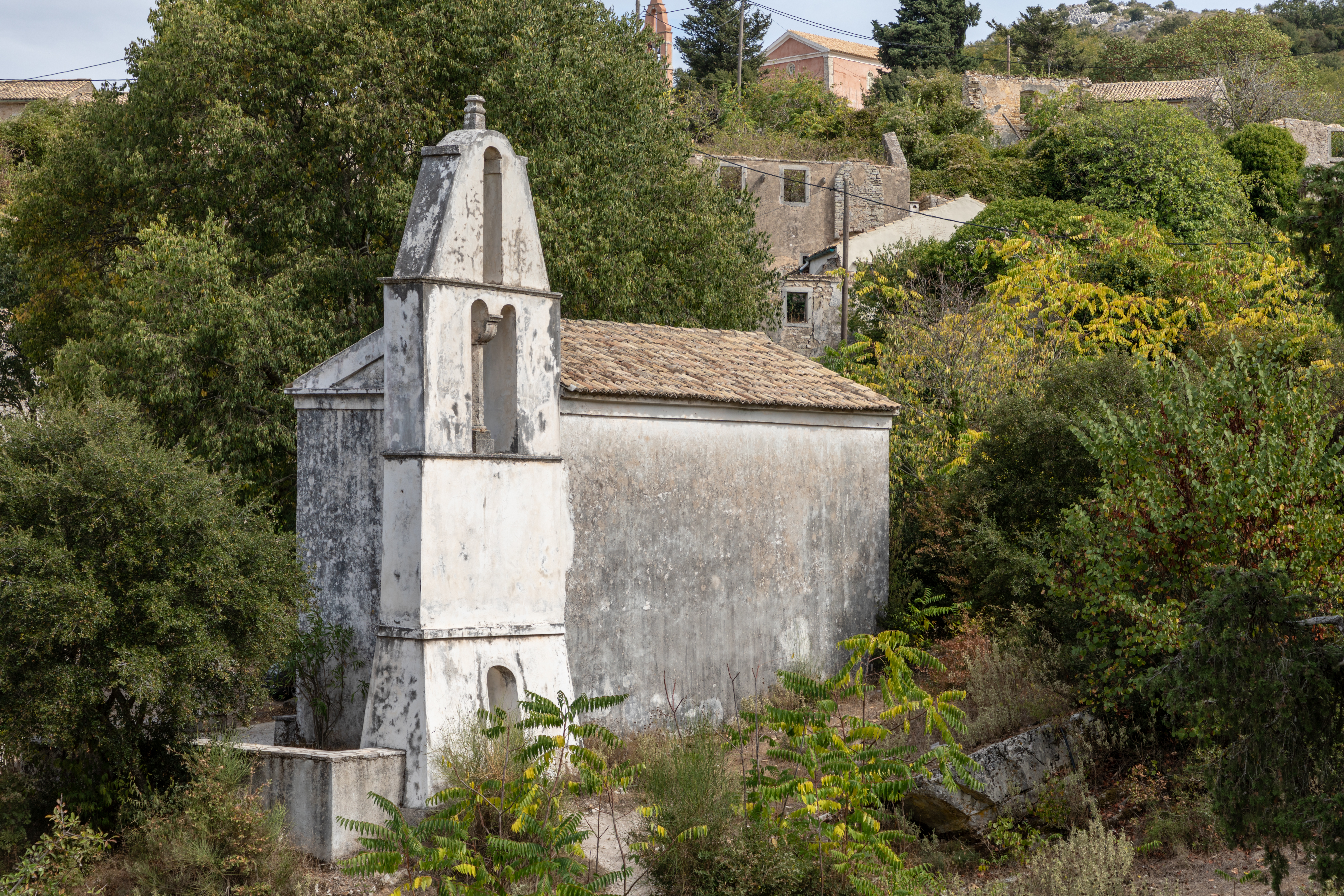
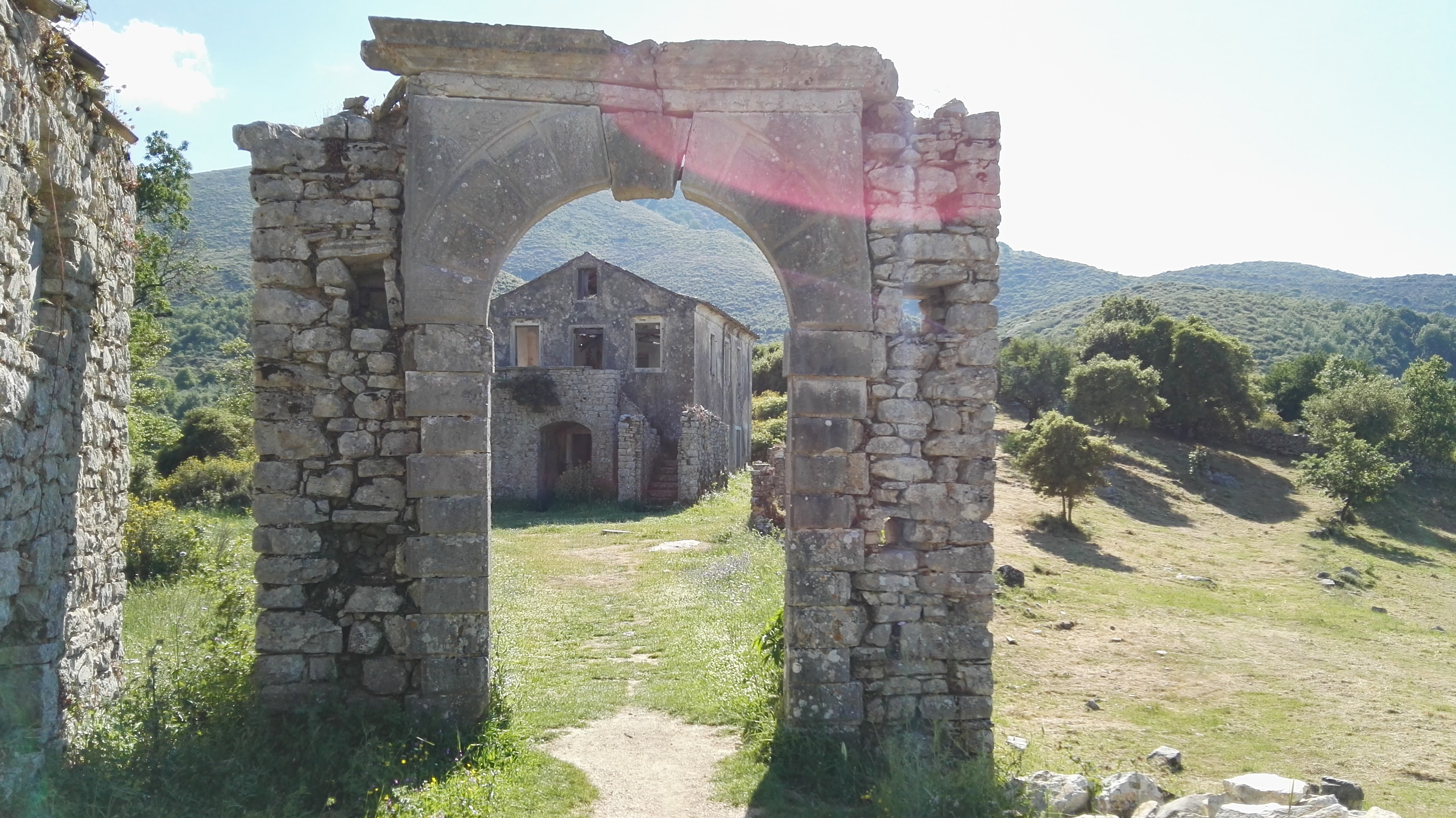
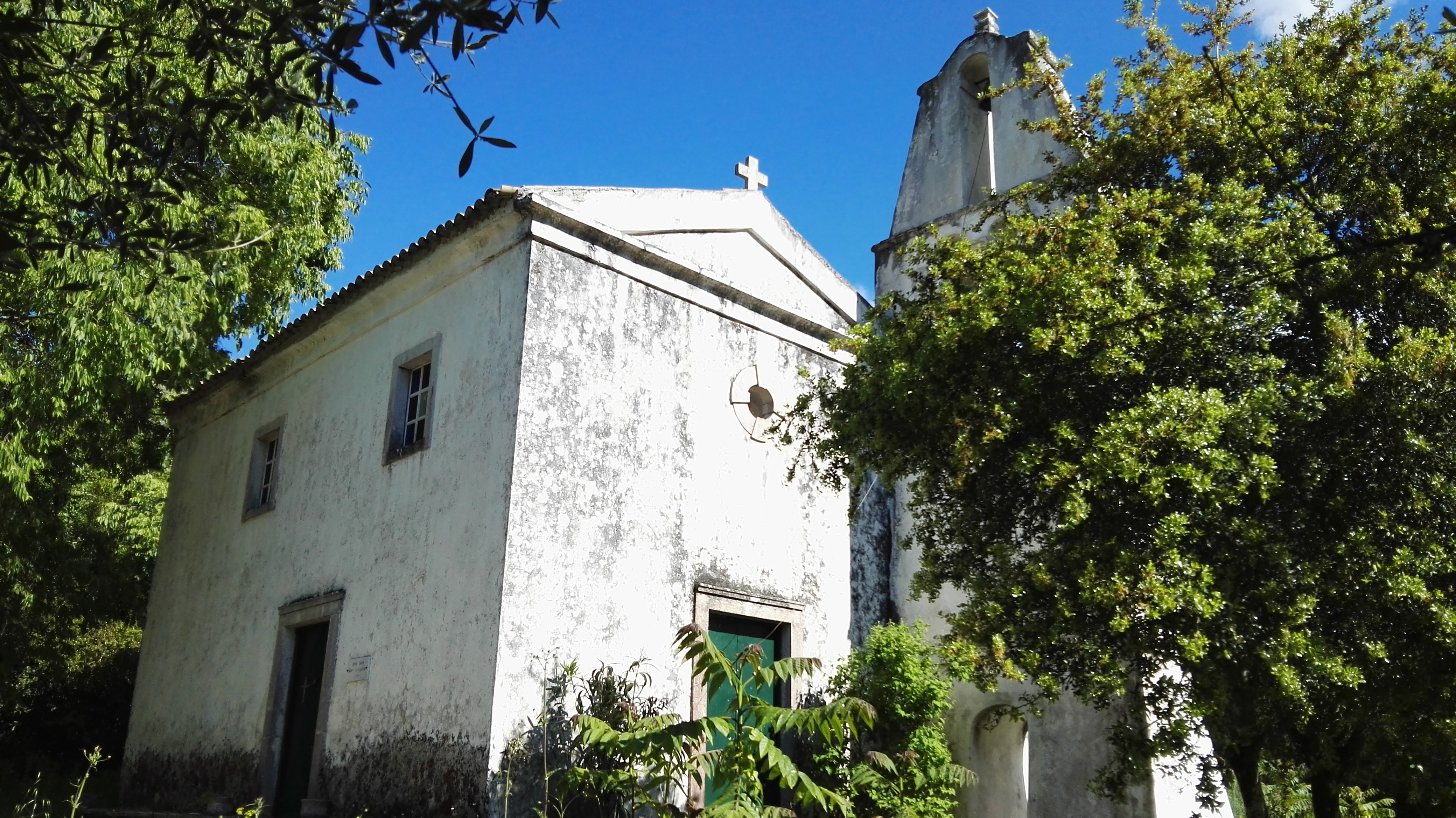
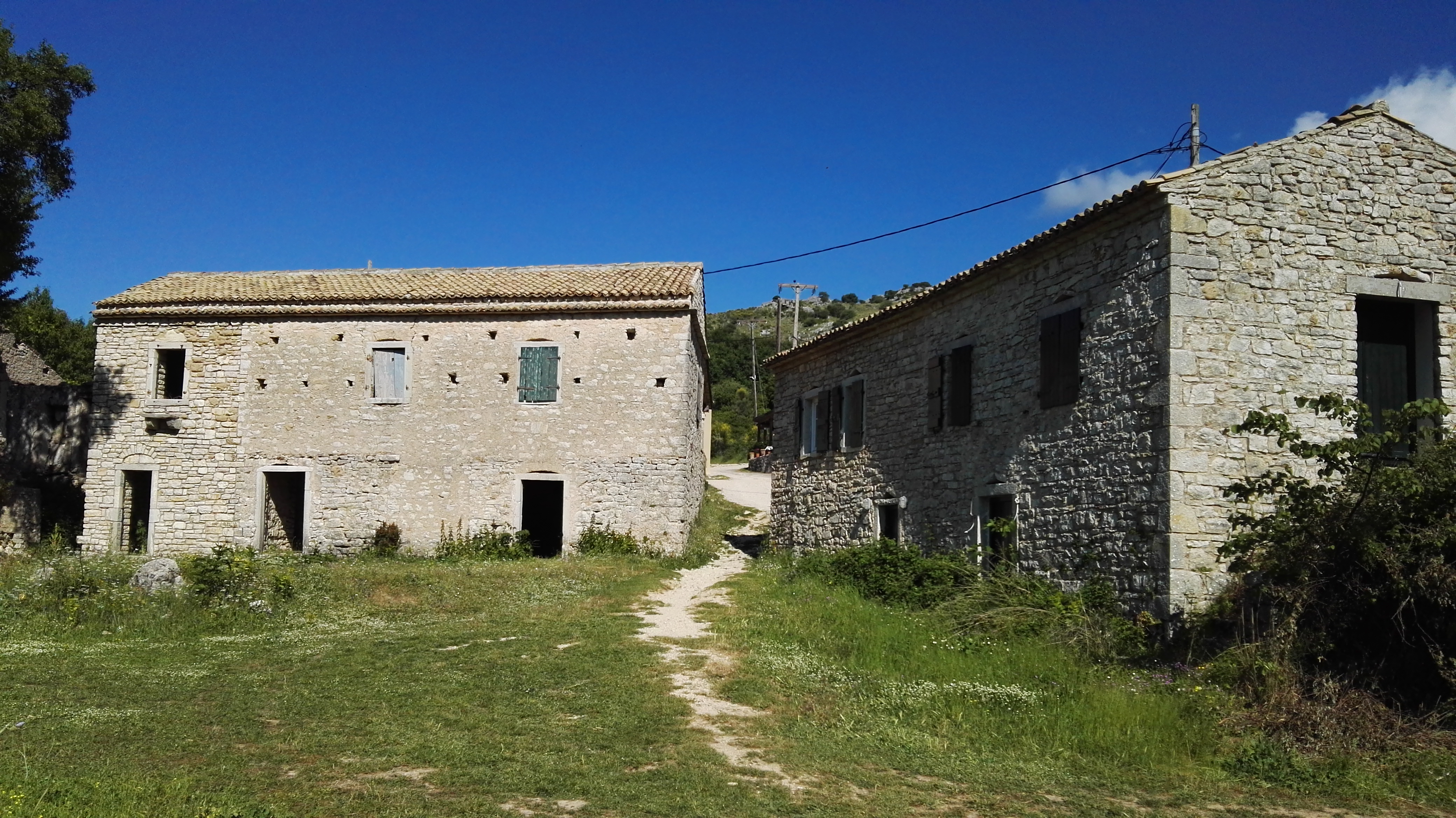

## Liczba mieszkańców na przestrzeni lat[5]
| 1879 | 1920 | 1928 | 1940 | 1951 | 1961 | 1971 | 1981 | 1991 | 2001 | 2011 |
| ---- | ---- | ---- | ---- | ---- | ---- | ---- | ---- | ---- | ---- | ---- |
| 697  | 583  | 583  | 684  | 72   | 27   | 10   | 12   | 40   | 34   | 3    |